# 위어!

|-
! 《R-new》 곡 목록
|-
|
| shi・ru・shi (11) | 위어! (12) |  |

〈위어!〉(ウィーアー! 위아![*])는 키타다니 히로시의 첫 번째 싱글이다. 1999년 11월 20일에 일본 컬럼비아에서 발매됐다.

## 개요
타이틀 곡 ‘위어!’는 TV 애니메이션 및 극장판 《ONE PIECE》의 オ여는 곡으로 사용됐다. 노래 제작 시의 테마는 “‘원피스’의 얼굴을 목표로 했다”고 타나카는 말하고 있다. 또, 처음에는 노래의 가이드 곡을 키타다니가 담당했으며 타나카 코헤이가 관계자에게 제공을 했을 때에 키타다니가 그대로 이 곡을 부르게 됐다. 커플링 곡 〈MUSIC〉은 《원피스》 삽입곡으로 사용됐다.
자켓 사진은 캐릭터 디자이너 코이즈미 노보루가 맡았으며, 표면에는 몽키 D. 루피, 롤로노아 조로, 나미, 샹크스, 버기가, 뒷면에는 나미의 일러스트가 각각 그려져있다.

## 수록 내용
| #  | 제목                    | 작사            | 작곡          | 편곡                                                               | 노래 | 재생 시간 |
| -- | ----------------------- | --------------- | ------------- | ------------------------------------------------------------------ | ---- | --------- |
| 1. | 〈위어!〉 (ウィーアー!) | 후지 바야시쇼코 | 타나카 코헤이 | 키타다니 히로시 (코러스 : 사이토 에이코, 사사키 쿠미, 카와이 유코) | 4:00 |           |
| 2. | 〈MUSIC〉               | 후지 바야시쇼코 | 타나카 코헤이 | 나미(오카무라 아케미)                                              | 4:08 |           |
| 3. | 〈위어!〉 (Inst.)       | 후지 바야시쇼코 | 타나카 코헤이 |                                                                    |      |           |
| 4. | 〈MUSIC〉 (Inst.)       | 후지 바야시쇼코 | 타나카 코헤이 |                                                                    |      |           |

## 미디어에서의 사용
- TV 애니메이션 《원피스》 초대 여는 곡 (#1)
- 극장판  《원피스: 황금의 대해적 우난》 여는 곡 (#1)
- PS용 게임 《원피스 그랜드 배틀!》 주제가 (#1)
- PS2/GC용 게임 《원피스 그랜드 배틀! 3》 주제가 (#1)
- TV 애니메이션 《원피스》 삽입곡 (#2)

## 커버
| 제목                                                                                       | 음악가               | 수록 음반収録アルバム                                              |
| ------------------------------------------------------------------------------------------ | -------------------- | ------------------------------------------------------------------ |
| 위어! ~7인의 밀짚모자해적단 편~(ウィーアー! 〜7人の麦わら海賊団篇〜)                       | 7인의 밀짚모자해적단 | ONE PIECE Character Song Album                                     |
| 위어! ~7인의 밀짚모자해적단 편~(ウィーアー! 〜7人の麦わら海賊団篇〜)                       | 7인의 밀짚모자해적단 | 7인의 밀짚모자해적단 라이브 대해전! ONE PIECE Character Song Album |
| 위어! ~7인의 밀짚모자해적단 편~(ウィーアー! 〜7人の麦わら海賊団篇〜)                       | 7인의 밀짚모자해적단 | ONE PIECE 캐릭터송 카니발!!                                        |
| 위어! ~7인의 밀짚모자해적단 편~(ウィーアー! 〜7人の麦わら海賊団篇〜)                       | 7인의 밀짚모자해적단 | ONE PIECE BEST ALBUM ~원피스 주제가집~                             |
| 위어! ~7인의 밀짚모자해적단 편~(ウィーアー! 〜7人の麦わら海賊団篇〜)                       | 7인의 밀짚모자해적단 | ONE PIECE BEST ALBUM ~원피스 주제가집~ Peace.2                     |
| 위어! ~7인의 밀짚모자해적단 편~(ウィーアー! 〜7人の麦わら海賊団篇〜)                       | 7인의 밀짚모자해적단 | ONE PIECE SUPER BEST                                               |
| 위어! ~7인의 밀짚모자해적단 편~(ウィーアー! 〜7人の麦わら海賊団篇〜)                       | 7인의 밀짚모자해적단 | ONE PIECE MEMORIAL BEST                                            |
| 위어! ~9인의 밀짚모자해적단 편~(ウィーアー! 〜9人の麦わら海賊団篇〜)                       | 9인의 밀짚모자해적단 | ONE PIECE 브룩 스페셜 CD 브룩과 밀짚모자해적단의 음악회            |
| 위어! (애니메이션 원피스 10주년 Ver.)(ウィーアー! 〜アニメーション ワンピース10周年Ver.〜) | 동방신기             | Share The World/위어!                                              |
| 위어!                                                                                      | 이시다 요코          | 울트라 애니메이션 유로 비트 시리즈 베스트 MAX3                     |
| 위어!                                                                                      | 이시다 요코          | 울트라 애니메이션 유로 비트 시리즈 베스트 MAX                      |
| 위어! (Feat.키타다니 히로시)                                                               | 시모카와 미쿠니      | Replay! ~시모카와 미쿠니 청춘 애니송 커버 III~                     |
| 위어!                                                                                      | EIZO Japan           | 슈퍼 애니송 레전드 오브 '90 Super anime song Legend of the 1990's  |
| 위어!                                                                                      | 노구치 히사오        | Japan Animesong Collection Vol.32［애니송 재팬］                   |
| 위어!                                                                                      | DANCEROID            | ANIME HOUSE BEST MIX feat.DANCEROID                                |
| 위어!                                                                                      | 무카이 세이치로      | animage2 애니메이션 힐링 시리즈 애니메주 2 ~NEW ANIMATION SONGS~   |
| 위어!                                                                                      | AAA                  | 777 ~TRIPLE SEVEN~                                                 |
| 위어!                                                                                      | AAA                  | Wake up!                                                           |
| 위어!                                                                                      | 신자토 코타          | HANDS UP!                                                          |
| 위어!                                                                                      | i☆Ris                | 애니송 커버 미니 앨범 커버☆리스                                    |